# Newman Lake
Newman Lake az Amerikai Egyesült Államok északnyugati részén, Washington állam Spokane megyéjében elhelyezkedő önkormányzat nélküli település.
Newman Lake postahivatala ma is működik. A település korábban a Moab nevet viselte. A közeli, William Newman telepes nevét viselő Newman tóban medúzák élnek. A településtől nem messze fekszik az Ellerport repülőtér.

## Fordítás
Ez a szócikk részben vagy egészben  a   Newman Lake, Washington című angol Wikipédia-szócikk ezen változatának fordításán alapul.  Az eredeti cikk szerkesztőit annak laptörténete sorolja fel. Ez a jelzés csupán a megfogalmazás eredetét és a szerzői jogokat jelzi, nem szolgál a cikkben szereplő információk forrásmegjelöléseként.